# أليخاندرو زاموديو
أليخاندرو زاموديو (بالإسبانية: Alejandro Zamudio)‏ هو لاعب كرة قدم مكسيكي في مركز الوسط، ولد في 25 فبراير 1998 في Magdalena Contreras ‏ في المكسيك. لعب مع نادي أونيفرسيداد ناسيونال.

## وصلات خارجية
- أليخاندرو زاموديو على موقع قاعدة بيانات كرة القدم.إي يو (الإنجليزية)
- أليخاندرو زاموديو على موقع Soccerway.com (الإنجليزية)
- أليخاندرو زاموديو على موقع AS.com (الإسبانية)